# Нерви на межі (фільм)
«Нерви на межі» (англ. High Strung) — фільм розкриває історію кохання двох талановитих людей з різними світами: танцюристки з престижної школи мистецтв та скрипаля з переходу метро.

## Сюжет
Талановита танцюристка Рубі отримала стипендію на навчання в Мангеттенській школі мистецтв. У переході метро вона часто чує виступ красивого скрипаля, про якого вона розповідає своїй сусідці Джаззі. Одного дня Рубі стає свідком викрадення скрипки у Джонні. Дівчина допомагає йому, та знайти інструмент не вдається. До того ж юнак, заплативши за вступ на навчання посередникам, був ошуканий. Щоб хлопець вийшов із скрутного становища, Рубі бере скрипку в своїй школі та пропонує йому взяти участь у Конкурсі ім. Пітерсона для струнних і хореографії. Перемога у змаганні дає грошову винагороду та стипендію на навчання. Спочатку хлопець відмовляється, але згодом починає тренування. Перед головним виступом знаходиться й викрадена скрипка Джонні. Запекла боротьба між конкурентами все одно приносить перемогу хлопцю та його команді.

## У ролях
| Актор                   | Персонаж          | Роль                        |
| ----------------------- | ----------------- | --------------------------- |
| Кінан Кампа             | Рубі              | танцюристка                 |
| Ніколас Голіцин         | Джонні            | скрипаль                    |
| Соноя Мідзуно           | Джаззі            | товаришка по кімнаті Рубі   |
| Джейн Сеймур            | Оксана            | викладач сучасних танців    |
| Річард Саутгейт         | Кайл              | скрипаль зі школи Рубі      |
| Майя Моргенштерн        | Маркова           | директор школи              |
| Маркус Емануель Мітчелл | Гайворд Джонс III | приятель Джонні             |
| Джон Сільвер            | Кріспі            | сусід Гайворда              |
| Ієн Іствуд              | Рік               | сусід Гайворда              |
| Лоренцо Каммерота       | Тіпто             | танцюрист                   |
| Том Расселл             | Джексон           | танцюрист                   |
| Пол Фрімен              | Крамровскі        | викладач танців             |
| Анабель Кутай           | Ейпріл            | танцюристка, суперниця Рубі |
| Драгош Савулеску        | Паоло             | хлопець Джаззі              |

## Створення фільму

### Виробництво
Зйомки фільму проходили в Нью-Йорку та Бухаресті.

### Знімальна група
- Кінорежисер — Майкл Дам'ян
- Сценаристи — Жанін Дам'ян, Майкл Дам'ян
- Кінопродюсери — Жанін Дам'ян, Майкл Дам'ян
- Кінооператор — Віорел Сергович
- Кіномонтаж — Пітер КабадаХаган, Жанін Дам'ян, Майкл Дам'ян, Байрон Шпейт
- Художник-постановник — Міхай Доробанту
- Композитор — Нейтан Ланьє
- Підбір акторів — Каролін Мак-Леод[2].

## Критика
Фільм мав позитивні відгуки. На сайті Rotten Tomatoes оцінка фільму становить 75 % на основі 8 відгуків від критиків (середня оцінка 6,6/10) і 66 % від глядачів із середньою оцінкою 3,7/5 (805 голосів). Фільму зарахований «стиглий помідор» від кінокритиків та «попкорн» від глядачів, Internet Movie Database — 6,4/10 (5 282 голоси), Metacritic — 48/100 (5 відгуків критиків).